# Imperial (Kalifornia)
Imperial – miasto w hrabstwie Imperial w Kalifornii. Liczy 9300 mieszkańców (2004). Powierzchnia miasta wynosi 10, 1 km².